# Lars Ulrik Mortensen
Lars Ulrik Mortensen (1955) è un clavicembalista e direttore d'orchestra danese, dal 2004 direttore artistico dell’ European Union Baroque Orchestra.

## Biografia
Inizia a studiare clavicembalo e basso figurato a Copenaghen alla Royal Danish Academy of Music, proseguendo poi a Londra con Trevor Pinnock.
Fa parte come clavicembalista degli ensemble di musica barocca London Baroque (dal 1988 al 1990), e Collegium Musicum 90 (dal 1990 al 1993).
Dal 1991 al 1999 è direttore artistico dell'orchestra barocca Concerto Copenaghen, con cui lavora al Royal Opera di Copenaghen;  dal 2004 è direttore artistico della European Union Baroque Orchestra.
La sua carriera concertistica si divide tra l'attività di direttore d'orchestra, quella di clavicembalista solista e quella di musicista da camera insieme con altri artisti: con il violinista John Holloway e il violoncellista David Watkin ha costituito il Trio Veracini. Accompagna frequentemente al clavicembalo il soprano Emma Kirkby, con la quale ha registrato alcune opere di Buxtehude, e il violoncellista Jaap ter Linden.
Le sue numerose registrazioni, alcune realizzate anche con The English Concert, sono dedicate in gran parte all'opera dei musicisti barocchi, da Bach a Buxtehude, da Vivaldi a Haydn, ed hanno ottenuto vari riconoscimenti internazionali.
È stato nominato "Musicista danese dell'anno" nel 2000, e ha ricevuto il premio francese Cannes Classique nel 2001 e il premio danese Musica nel 2002. L'incisione delle Variazioni Goldberg è stata premiata con il Diapason d'Or.
Nel 2007 ha ricevuto il premio Leonie Sonning's Music Prize e il Danish Music Awards Classical "Orchestral CD of the year"  per l'incisione dell'opera dei poco conosciuti compositori tedeschi Johan-Gottfried W. Palschau e Johann Abraham Peter Schulz.
Nel 2010 ottiene il Grammy Awards per il CD delle Cantate di Bach, con il mezzosoprano Anne Sofie von Otter.

## Discografia
- 2001 - Bach - Concertos, Trevor Pinnock, English Concert, Lars Ulrik Mortensen, ecc. (Archiv Produktion)
- 2003 - Corelli - 12 sonate a violino e violone o cimbalo, Trio Veracini (Novalis)
- 2003 - Johann Sebastian Bach -  Harpsichord Concertos, Vol. 1, Lars Ulrik Mortensen e Concerto Copenaghen (Cpo Records)
- 2005 - Buxtehude -  Seven Trio Sonatas, Op. 2, Lars Ulrik Mortensen, John Holloway, Jaap ter Linden (Naxos)
- 2005 - Joseph Haydn -  5 Sonatas for Harpsichord (Kontrapunkt/Stateside)
- 2005 - Johann Sebastian Bach - Goldberg Variations BWV 988 (Kontrapunkt/Stateside)
- 2005 - Johann Sebastian Bach - 4 Toccatas, Aria Variata, Chromatic Fantasia & Fugue (Kontrapunkt/Stateside)
- 2005 - Veracini - Sonatas, Lars Ulrik Mortensen, Jaap ter Linden, John Holloway (Ecm Records)
- 2007 - J.W.G. Palschau, J.A.P. Schulz: Concertos And Solo Works For Harpsichord, Lars Ulrik Mortensen e Concerto Copenaghen (Naxos)
- 2007 - Buxtehude -  Vocal Music - vol. 1, Lars Ulrik Mortensen, Emma Kirkby, John Holloway, Manfredo Kraemer (Naxos)
- 2007 - Johann Sebastian Bach -  Harpsichord Concertos, Vol. 2, Lars Ulrik Mortensen e Concerto Copenaghen (Cpo Records)
- 2008 - Buxtehude Suites in A major and F major La Capricciosa (Naxos)
- 2008 - Buxtehude Suites in C major and D minor (Naxos)
- 2008 - Baroque Suites, Lars Ulrik Mortensen, European Union Baroque Orchestra (The Gift of Music)
- 2009 - Bach - Cantatas, Lars Ulrik Mortensen, Anne Sofie von Otter, Concerto Copenaghen (Deutsche Grammophon)